# Placa de Izanagi

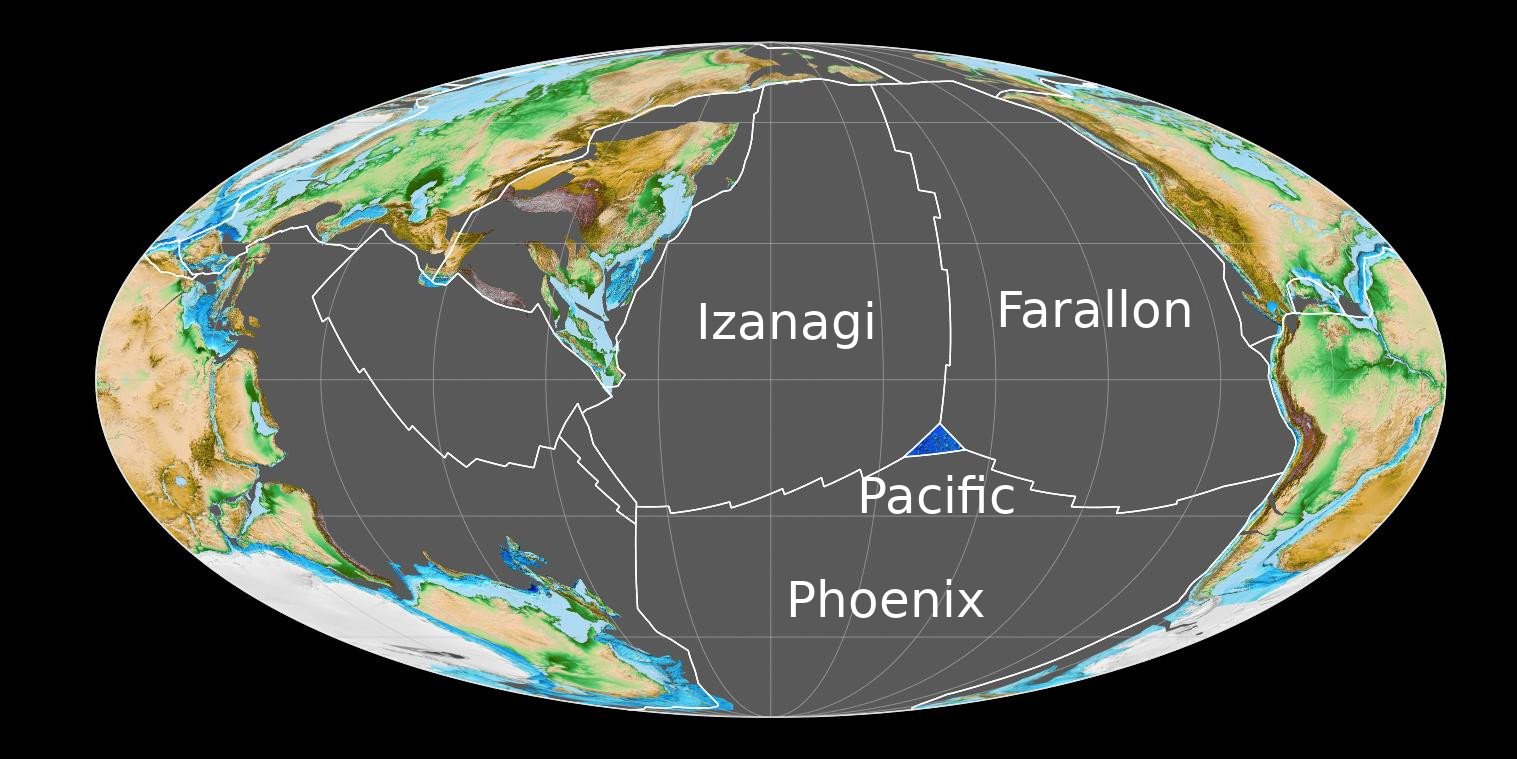
La placa de Izanagi en el Jurásico Temprano (180 Ma)

La placa de Izanagi (llamada así por el dios sintoísta Izanagi) fue una antigua placa tectónica que comenzó a subducirse debajo de la placa de Ojotsk hace 130–100 Ma (millones de años). El rápido movimiento de la placa de Izanagi provocó que el noroeste de Japón y la zona exterior del suroeste de Japón se desplazaran hacia el norte. Se formaron rocas metamórficas de alta presión en el margen oriental de la masa de tierra a la deriva en el cinturón metamórfico de Sanbagawa, mientras que las rocas metamórficas de baja presión se formaron en su margen occidental en el cinturón metamórfico de Abukuma. Aproximadamente a los 55 Ma, la placa de Izanagi se subdujo por completo y fue reemplazada por la placa del Pacífico occidental, que también se subdujo en dirección noroeste. El magmatismo relacionado con la subducción tuvo lugar cerca del cinturón de Ryoke. No se produjo una tectónica marcada en el cinturón de Abunkuma después del cambio de la placa subducida.
El descubrimiento de un sistema de expansión Jurásico-Cretácico extinto en el noroeste del Pacífico condujo a la introducción de la extinta placa de Kula en 1972. La placa de Izanagi se introdujo posteriormente en 1982 para explicar la geometría de este sistema de distribución. El conocimiento de la placa de Izanagi, ahora subducida, se limita a las alineaciones magnéticas mesozoicas en la placa del Pacífico que conservan el registro de esta subducción.